# Лос Лаурелес (Окампо, Коавила)
Лос Лаурелес (шп. Los Laureles) насеље је у Мексику у савезној држави Коавила у општини Окампо. Насеље се налази на надморској висини од 1230 м.

## Становништво
Према подацима из 2005. године у насељу су живела 3 становника.

### Хронологија
| Година       | 2000      | 2005 |
| ------------ | --------- | ---- |
| Становништво | 4 (2 / 2) | 3    |

### Попис
| # | Индикатор                        | Вредност |
| - | -------------------------------- | -------- |
| 1 | Укупно појединачних домаћинстава | 1        |